# Westfield (Illinois)
Westfield es una villa ubicada en el condado de Clark en el estado estadounidense de Illinois. En el Censo de 2010 tenía una población de 601 habitantes y una densidad poblacional de 231,82 personas por km².

## Geografía
Westfield se encuentra ubicada en las coordenadas 39°27′19″N 87°59′48″O / 39.45528, -87.99667. Según la Oficina del Censo de los Estados Unidos, Westfield tiene una superficie total de 2.59 km², de la cual 2.59 km² corresponden a tierra firme y (0%) 0 km² es agua.

## Demografía
Según el censo de 2010, había 601 personas residiendo en Westfield. La densidad de población era de 231,82 hab./km². De los 601 habitantes, Westfield estaba compuesto por el 97.5% blancos, el 1.33% eran afroamericanos, el 0.67% eran amerindios, el 0% eran asiáticos, el 0% eran isleños del Pacífico, el 0% eran de otras razas y el 0.5% pertenecían a dos o más razas. Del total de la población el 0.33% eran hispanos o latinos de cualquier raza.